# 東武7800系電車
東武7800系電車（とうぶ7800けいでんしゃ）は、かつて東武鉄道に在籍していた電車。1953年（昭和28年）に登場した東武鉄道における戦後初の独自設計による通勤形電車である。

## 概要
終戦直後の混乱期に運輸省から割り当てられた国鉄63系（7300系）の使用実績を踏まえ、7300系を基に東武鉄道独自の20m級4扉車として設計・誕生したものである。日本車輌製造東京支店、汽車製造(現在の川崎車両)、宇都宮車両（当時、後に富士重工業を経て現SUBARU）、ナニワ工機（当時、後にアルナ工機を経て現アルナ車両）、東急車輛製造、日立製作所笠戸事業所、以上6社の手によって、1953年（昭和28年）から1961年（昭和36年）にかけて164両が製造された。
本系列は一般に7800系（78系）と総称されるが、細分化すると7300系（63系）を基に東武流にアレンジを加えたモハ7800形グループ（旧称モハ7330形）、その改良型で長距離列車に使用するためトイレを設置したモハ7890形グループ（旧称モハ7850形）、7890系からトイレを省いた本系列の量産型モハ7820形グループ、鋼板屋根で試験塗装が施されたモハ7860形グループ、最終生産型のモハ7870形グループに分類され、各グループを7890系（7850系）・7820系・7860系・7870系といった具合に別系列として扱う資料も散見される。
外装色はモハ7860形グループ登場以前は茶色一色であったが、試験塗装車によって4種類の塗装を比較検討した結果、オレンジ地に黄色帯の塗装が20m級4扉車の標準色として採用され、順次塗装変更が行われた。しかし、間もなくして2000系が採用したベージュ（ロイヤルベージュ）地に窓周りと裾がオレンジ（インターナショナルオレンジ）の塗装が通勤形車両全車共通の標準色と定められ、短期間で再度塗装変更されたという経緯がある。1970年代半ば以降、セイジクリーム一色の塗色であった時代には、黒っぽい屋根との対比からお菓子のカステラに擬えてカステラ電車というあだ名が付けられていた。
主に東武本線（伊勢崎線・日光線・野田線と各支線）・東上線（越生線を含む）で幅広く使用され、東上線では末期の『フライング東上』にも8000系とともに使用されたことがある。新製当初はMc-Tcの2両編成であったが、後年編成の長大化に伴い一部車両の運転台を撤去、中間車化改造を施工しMc-T-M-Tcの4両編成が登場している。

## 基本構造

### 車体
窓配置等は7300系に準じており、取り立てて特徴はないが、緩い後退角を持った貫通タイプの前面やRを描いた前面雨どい形状も相まって、従来の東武形電車に通ずるデザインとされた。初期車から最終増備車まで基本的な形態に大きな変化は見られないものの、モハ7800形グループのみ各部寸法やベンチレーター、連結面屋根部の造作、客用扉の引き込み方向等、後の増備グループとは異なる部分が多い。

### 主要機器
制御器は日立製MMC-H-10（直列8段、並列8段）で、当時としては標準的な制御段数を持つものであった。当初モハ7800形グループは弱界磁ノッチを持たなかったが、以降のグループでは新製時より界磁接触器を搭載し弱界磁制御が可能となり、後年同グループにも界磁接触器を追加搭載している。モハ7820形グループ増備の中途から制御器が東洋電機製造製ES567Aに変更されたが、制御シーケンスに変化はなく当然混結も可能であった。
主電動機は日立製HS-269、もしくは東洋製TDK-544を搭載する。両者は外形こそ異なるものの特性は同一で、吊り掛け式電動機としては高回転型の特性を持つ。歯車比は66:16=1:4.13と大きめに取られ、7300系が搭載するMT40主電動機（歯車比2.87）と極力特性が揃うよう調整されていた。
制動方式はA弁を使用したAMA自動空気ブレーキで、後年長大編成化に伴い電磁給排弁を追加しAMA-RE方式に改良された。
パンタグラフはモハ7800形グループが国鉄標準型のPS13、それ以降のグループが東洋製PT41・42系で、モハの運転台寄りに1基搭載したが、最終増備車であるモハ7881 - 7889・7870の10両は当初からパンタグラフを連結面寄りに搭載して落成した。なお、モハ7800形グループについても後年PT41・42系に換装・統一されている。
なお、モハ7800形グループではMG・CPといった補機もモハに集中搭載しており、モハ単独での走行が可能であったが、以降のグループではそれらをクハに搭載するようにし、名実ともに2両固定編成化されている。

### 台車
一体鋳鋼製軸ばね式で、枕ばねは板ばねながらもボルスタアンカーの設置により乗り心地の改善を図った住友金属工業製FS10台車、もしくは日本車輌製NL1台車を装備する。両者にはボルスタアンカーの形状等に差異が見られた。なお、クハ800・801のみは落成当初より手持ち予備品のTR25台車を装備し、更新までそのまま使用された。

## 各形式詳細
製造時期によって様々な変更が加えられており、下記の5形式に分類される。

### モハ7800形グループ
- モハ7800形 (Mc/M) : 7800 - 7818
- クハ800形 (Tc) ・サハ800形 (T) : 800 - 818

1953年（昭和28年）から1954年（昭和29年）にかけて19編成38両が新製され、当初の形式はモハ7330形・クハ330形であった。製造は戦前から関係のあった日車東京や汽車製造の他、ナニワ工機、宇都宮車両、東急車輛といった新興のメーカーでも行われた。
細部寸法は国鉄63系と同一で、以降のグループとは吹寄せ部分の寸法等が異なる。前面は緩い丸妻形状で、幾分小さめの前面窓やガーランドベンチレーターとともに本グループを特徴付ける部分である。また、将来の長大編成化を見越してクハにもパンタグラフ台座や車内主電動機点検蓋が設けられていた。内装は木造ニス塗りで日除けは鎧戸、室内灯は白熱灯であったが、後年車内のペンキ潰しおよび室内灯の蛍光灯化が施工された。後に一部中間車化改造により4両固定編成が5編成誕生している。
なお、花崎駅付近での踏切事故（通称「花崎事故」）においてモハ7808 - クハ808が脱線転覆大破し、復旧不能として廃車となっている。

### モハ7890形グループ
- モハ7890形 (Mc) : 7891 - 7894
- クハ890形 (Tc) : 891 - 894

1956年（昭和31年）に4編成8両が新製された。当初の形式はモハ7850形・クハ850形であったが、後述モハ7820形グループの増備により番号不足が懸念されたことから1960年（昭和35年）に改称・改番された。
モハ7800形グループの製造から2年の間隔が開いたこともあってか、数々の改良が施されている。前面形状は7800系の丸妻に対して3面折妻構造とされ、Hゴム固定化されて一回り大きくなった前面窓も相まって印象が異なるものとなった。連結面は妻面から屋根に繋がるR部分までが鋼板張りとなり、そのRも前面より緩くされて切妻と折妻の折衷構造のようになっている。また、全幅が10mm拡大され、窓や吹寄せ等各部寸法も変更されている。その他連結器の密着自連化、通風器の湘南型押込ベンチレーター化、扉窓や戸袋窓等固定窓のHゴム固定化等、以降の本系列の基本仕様は本グループで定まったといってよい。内装も室内内張りが鋼板化され、日除けはサランカーテン、室内灯も当初より蛍光灯となって近代化された。長距離列車にも使用するため、クハ890形には便所が設けられていたが、黄害が問題となり1969年（昭和44年）に全車撤去された。
なお、クハ890形は後述する理由でモハ7300形と台車交換が行われたが、7300系の廃車に伴い元の台車に戻されている。

### モハ7820形グループ
- モハ7820形 (Mc/M) : 7821 - 7851
- クハ820形 (Tc) ・サハ820形 (T) : 821 - 851

1957年（昭和32年）から1960年（昭和35年）にかけて31編成62両が新製された本系列の量産グループ。クハにトイレが設置されていない他はモハ7890形グループに準じた仕様である。モハ7833以降は東洋製ES567A制御器を搭載している。本グループも後年中間車化改造により4両固定編成が8編成作られた。

### モハ7860形グループ
- モハ7860形 (Mc/M) : 7861 - 7868
- クハ860形 (Tc) ・サハ860形 (T) : 861 - 868

1958年（昭和34年）にモハ7820形グループと平行して8編成16両が新製された。本系列唯一の日立製作所製で、主要機器はもちろんのこと台車も日立製である。
基本仕様はモハ7820形グループと同一であるが屋根が鋼板製とされ、外観上の大きな特徴となっていた。当初は試験塗装車として後述の通り4種類の塗装が施されていたことでも知られる。本グループも中間車化改造により4両固定編成が3編成誕生している。
なお、クハ（サハ）861 - 863はモハ7300形と台車交換が行われていたが、こちらも7300系の廃車に伴い元の台車に戻されている。また、モハ7865は花崎事故で被災し、復旧に際して高運転台化工事が施工されて特徴ある姿となっていた（詳細は後述）。

### モハ7870形グループ
- モハ7870形 (Mc) : 7870 - 7889
- クハ870形 (Tc) : 870 - 889

1960年（昭和35年）から1961年（昭和36年）にかけて20編成40両が新製された。最終増備編成はモハ7870 - クハ870であるが、これは既に7890系（番台）が存在していたため89の次を70として収めたことによるものである。
本系列の最終型である本グループでは、窓枠のアルミサッシ化、広幅貫通路の採用、落成当初から客室扇風機の配線・取り付け座が設置されているなど、本系列中最も近代的な仕様で落成している。また、モハ7881-クハ881は客用扉に軽合金製のものを試用しており、金属枠固定の扉窓が特徴であった。その他、最終増備車であるモハ7881 - 7889・7870は、衝突事故の際の漏電等二次災害を防止を目的にパンタグラフが連結面側に移され、前面から受ける印象に変化が生じている。制御器は全車東洋製ES567Aを搭載している。なお、本グループで4両固定編成化された車両はない。

## 主要な改造等

### 試験塗装車
前述の通り、モハ7860形グループは試験塗装車として落成し、2編成ずつ4種類の塗り分けが施されていた。その中からオレンジ地に黄色帯の塗装が正式採用され、20m4扉車の標準塗装となった。
- クリーム地に赤帯 → モハ7861 - クハ861・モハ7865 - クハ865
- ベージュ地にオレンジ帯 → モハ7862 - クハ862・モハ7866 - クハ866
- オレンジ地に黄色帯 → モハ7863 - クハ863・モハ7867 - クハ867
- 緑地に白帯 → モハ7864 - クハ864・モハ7868 - クハ868

### パンタグラフの連結面への移設
モハ7800・7801・7803を対象に施工された。モハ7870形グループ最終増備グループの設計意匠を取り入れたものであるが、以降はパンタグラフからの高圧配線のみを連結面側に引き直すよう工事内容が簡素化され、移設改造を行った車両はこの3両に留まっている。

### 前面補強工事
踏切事故が多発していたという事情から、運転士保護を目的に先頭車全車が対象となった。前面運転室部分の外板を6mm鋼板に張り替えるもので、同時に前面窓下に通風口が新設されて窓の下辺が上がり、表情に変化が生じた。ただし運転室内に扇風機が取り付けられていた車両については通風口新設を行わなかった車両もあるため、同一グループ内で形態に差異が生じた例がある。

### 4両固定編成化
輸送力増強に伴う長大編成化を背景として、保安装置取り付けに伴う機器集約化、および事故復旧時の工事簡易化を目的に各グループ計32両が運転台を撤去、中間車化された。工事は2両編成同士を組み合わせて中間に来る車両の運転台を撤去するのではなく、2両編成のモハクハ両方の運転台を撤去して中間車化し、元の運転台同士が顔を突き合わせるよう編成順序を入れ替えた上で別の2両編成に組み込むという手法が取られた。以下に中間車化された編成、および組み込み先の編成を記す。

#### モハ7800形グループ
- - モハ7802 - クハ802（モハ7818 - クハ818の編成に組み込み、以下同じ） → モハ7818 - サハ802 - モハ7802 - クハ818
  - モハ7803 - クハ803（モハ7817 - クハ817） → モハ7817 - サハ803 - モハ7803 - クハ817
  - モハ7804 - クハ804（モハ7815 - クハ815） → モハ7815 - サハ804 - モハ7804 - クハ815
  - モハ7805 - クハ805（モハ7807 - クハ807） → モハ7807 - サハ805 - モハ7805 - クハ807
  - モハ7814 - クハ814（モハ7816 - クハ816） → モハ7816 - サハ814 - モハ7814 - クハ816

#### モハ7820形グループ
- - モハ7822 - クハ822（モハ7821 - クハ821） → モハ7821 - サハ822 - モハ7822 - クハ821
  - モハ7824 - クハ824（モハ7823 - クハ823） → モハ7823 - サハ824 - モハ7824 - クハ823
  - モハ7826 - クハ826（モハ7825 -  クハ825） → モハ7825 - サハ826 - モハ7826 - クハ825
  - モハ7827 - クハ827（モハ7828 - クハ828） → モハ7828 - サハ827 - モハ7827 - クハ828
  - モハ7830 - クハ830（モハ7829 - クハ829） → モハ7829 - サハ830 - モハ7830 - クハ829
  - モハ7832 - クハ832（モハ7831 - クハ831） → モハ7831 - サハ832 - モハ7832 - クハ831
  - モハ7834 - クハ834（モハ7833 - クハ833） → モハ7833 - サハ834 - モハ7834 - クハ833
  - モハ7846 - クハ846（モハ7845 - クハ845） → モハ7845 - サハ846 - モハ7846 - クハ845

#### モハ7860形グループ
- - モハ7862 - クハ862（モハ7861 - クハ861） → モハ7861 - サハ862 - モハ7862 - クハ861
  - モハ7864 - クハ864（モハ7863 - クハ863） → モハ7863 - サハ864 - モハ7864 - クハ863
  - モハ7866 - クハ866（モハ7865 - クハ865） → モハ7865 - サハ866 - モハ7866 - クハ865

### 台車交換
ED5060形電気機関車の増備車新製の際に主電動機を供出した7300系が本系列と同じ主電動機を搭載するのに伴い、該当するモハ7300形と本系列のクハとの間で台車の交換（本系列のFS10と7300系のTR25A）が行われた。これらは7300系の廃車に伴い、順次旧に復している。
- クハ891 ←→ モハ7320
- クハ892 ←→ モハ7321
- クハ893 ←→ モハ7319
- クハ894 ←→ モハ7318
- クハ861 ←→ モハ7324
- クハ862 ←→ モハ7322
- クハ863 ←→ モハ7323

### 事故廃車・復旧
前述の通り、花崎事故においてモハ7808 - クハ808とモハ7865 - クハ865の2編成が被災している。前者は破損が酷く復旧不能として廃車されたが、後者はモハ7865が運転台部分を大破したものの修復工事が施工された。その際、高運転台化およびそれに伴う乗務員室扉のかさ上げ、運転室拡張に伴う乗務員室扉の後部移設および運転台後部の客室窓の廃止、2人掛け座席の撤去を行った（これらはいずれも運転台側のみの施工で、反対側については原形のままである）。その結果モハ7865は前面左右の窓の大きさや左右側面の窓配置が異なる本系列随一の異端車となった。この改造については他車への施工計画もあったというが実現しなかった。
また、モハ7806 - クハ806は電気機関車に追突されて前面と連結面を破損し、復旧時に連結面がモハ7870形グループに準じた広幅貫通路に改造されている。

### その他
前照灯のシールドビーム2灯化、保安装置取り付け（以上先頭車のみ）、客室扇風機新設、室内色および座席モケット色の変更、蛍光灯のアクリルカバー撤去、室内スタンションポール（ドア前のセンターポール）撤去等が全車を対象に施工されている。

## 5000系への更新
本系列が製造されていた同時期、他社では技術革新により全金属製車体の新性能車が登場していた。本系列の大元といえる国鉄72系でさえ、最終グループの車両は全金属製車体であった。東武でも、特急用車では1956年（昭和31年）から新製された1700系において全金属製車体およびカルダン駆動方式を採用していたにもかかわらず、本系列が長らく半鋼製車体の吊り掛け駆動車で製造されていたのは、通勤車は安定性を重視して新技術導入に慎重な東武の保守的な姿勢が反映されたものであり、同一系列車種の大量生産という形で輸送力向上に大きく貢献したが、いわば登場当初より陳腐化していたとも言える本系列の処遇については後年悩まされることになった。
1963年（昭和38年）に本系列のモデルチェンジ車8000系が登場し、大量増備によって主力を占めるにつれて、木製床張り・狭い片開き扉・冷房化が不可能な車体など、本系列および同一の車体に更新されていた7300系の陳腐化が一層目立つようになった。社内では全車を廃車して代替新製することも検討されたが、時期尚早論も根強く、旧型化した車体の更新に主眼をおくことになったようである。一度更新を実施した7300系は廃車して8000系を代替新製し、本系列については8000系と同一の車体に更新することとなった。
32系・54系など16 - 18m級旧形車の3000系への更新が終了した後、1979年（昭和54年）から1985年（昭和60年）にかけて、踏切事故で廃車となったモハ7808 - クハ808を除く162両が5000系・5050系・5070系に更新されて面目を一新し、本系列は発展的に形式消滅した。
不要となった本系列の車体は杉戸工場に隣接する経理部杉戸倉庫にて解体作業が行われたが、モハ7870形グループ1編成2両のうち、モハ7876号+クハ876号のみは保存を前提に保管されていた。このうちモハ7876号はその後10年近く倉庫の片隅（東武動物公園駅北側踏切付近）に雨ざらしの状態で放置してあったが、後に解体された。